# Navelkantlav
Navelkantlav (Rhizoplaca melanophthalma) är en lavart som först beskrevs av Augustin Pyrame de Candolle, och fick sitt nu gällande namn av Leuckert & Poelt. Navelkantlav ingår i släktet Rhizoplaca och familjen Lecanoraceae.  Arten är reproducerande i Sverige. Inga underarter finns listade i Catalogue of Life.